# Wiki标记语言

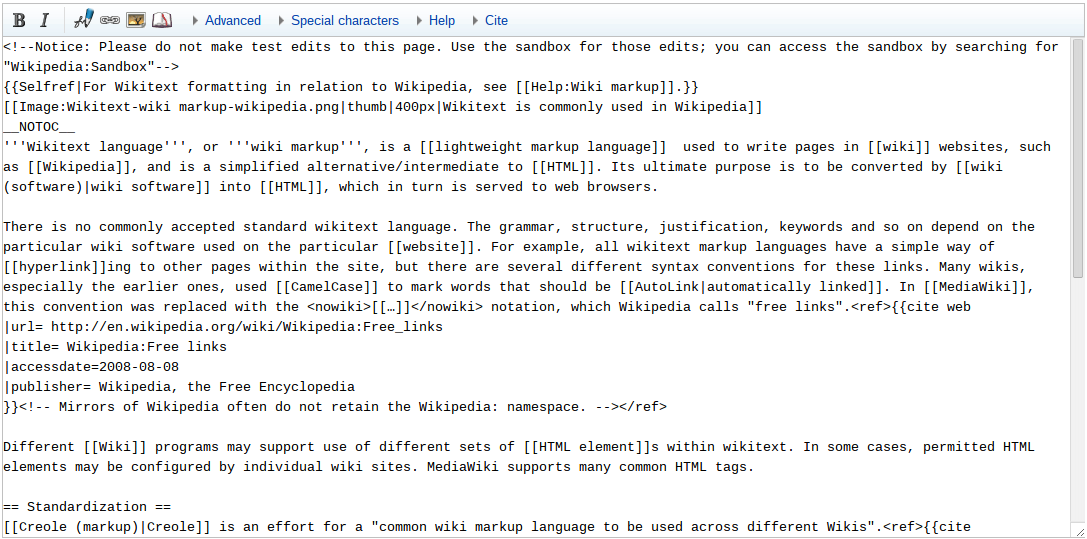
维基百科条目编辑窗口的截图。注意<nowiki>标签用作转义wiki标记和HTML。HTML注解可在标签中见到。

Wiki标记语言（英語：Wiki markup language），亦称Wikitext语言、wiki代码，是一种轻量级标记语言，用于撰写Wiki网页，例如维基百科。它在HTML基礎上進行簡化，最终目的是由Wiki软件转换成HTML，由瀏覽器進行渲染。该语言最初创建于1995年，在最初的wiki站点WikiWikiWeb用于格式化页面。
目前没有普遍接受的标准wikitext语言。语法、架构、验证、关键字等特定的网站上面所用的特定wiki软件。例如，所有wikitext标记语言有简单的执行其他页面的超链接方式，但对于这些链接有几种不同的语法学规范。许多wiki尤其是早期的站点使用CamelCase来标记需要自动链接的词语。在MediaWiki中，这一规范以被维基百科称为“自由链接”（free link）的[[…]]注解替换。
不同的Wiki程序或许支持不同的wikitext中HTML元素组合的使用。一些情况下，单独的wiki站点或许配置许可的HTML元素。MediaWiki支持大多数常见的HTML标签。

## 标准化
Creole是对“用于跨越不同wiki站点的常见wiki标记语言”的一次尝试。已有几部wiki引擎实现了Creole。1.0版规范于2007年7月发布。该规范不受MediaWiki支持。